# Val Cavargna
Das Val Cavargna ist ein Gebirgstal in der italienischen Provinz Como, Region Lombardei.

## Geografie

### Lage und Umgebung
Etwa 50 Kilometer nördlich von Como gelegen, erstreckt sich das Tal in den Comer Voralpen an der Grenze zum Tessin auf einer Höhe von durchschnittlich 600 Metern zwischen dem Comer See und dem Luganersee (zwischen Menaggio und Porlezza).
Das Val Cavargna wird vom Cuccio durchflossen, der an den Hängen des Pizzo di Gino (2245 m s.l.m.) entspringt, bei Carlazzo ein kurzes Stück durch das Val Menaggio fließt und in Porlezza in den Luganersee mündet.

### Administrative Gliederung
Im Val Cavargna befinden sich die Gemeinden Cavargna, Cusino, San Bartolomeo Val Cavargna und San Nazzaro Val Cavargna.

## Wirtschaft
In dem ländlich geprägten Tal spielen Land- und Almwirtschaft nur noch eine sekundäre Rolle. Ausgeprägt ist die Zahl der Berufspendler in die benachbarte Schweiz. In der Vergangenheit spielte auch der Eisenerzbergbau eine gewisse Rolle. Er wurde bereits ab der zweiten Hälfte des 16. Jahrhunderts unregelmäßig im Tal betrieben und erlebte zwischen dem 18. und 19. Jahrhundert seine Blütezeit.

## Verkehr
Das vier Gemeinden des Tals sind über die Strada provinciale SP 10 della Val Cavargna erschlossen, die bei Piano Porlezza von der Strada statale 340 Regina abzweigt. 

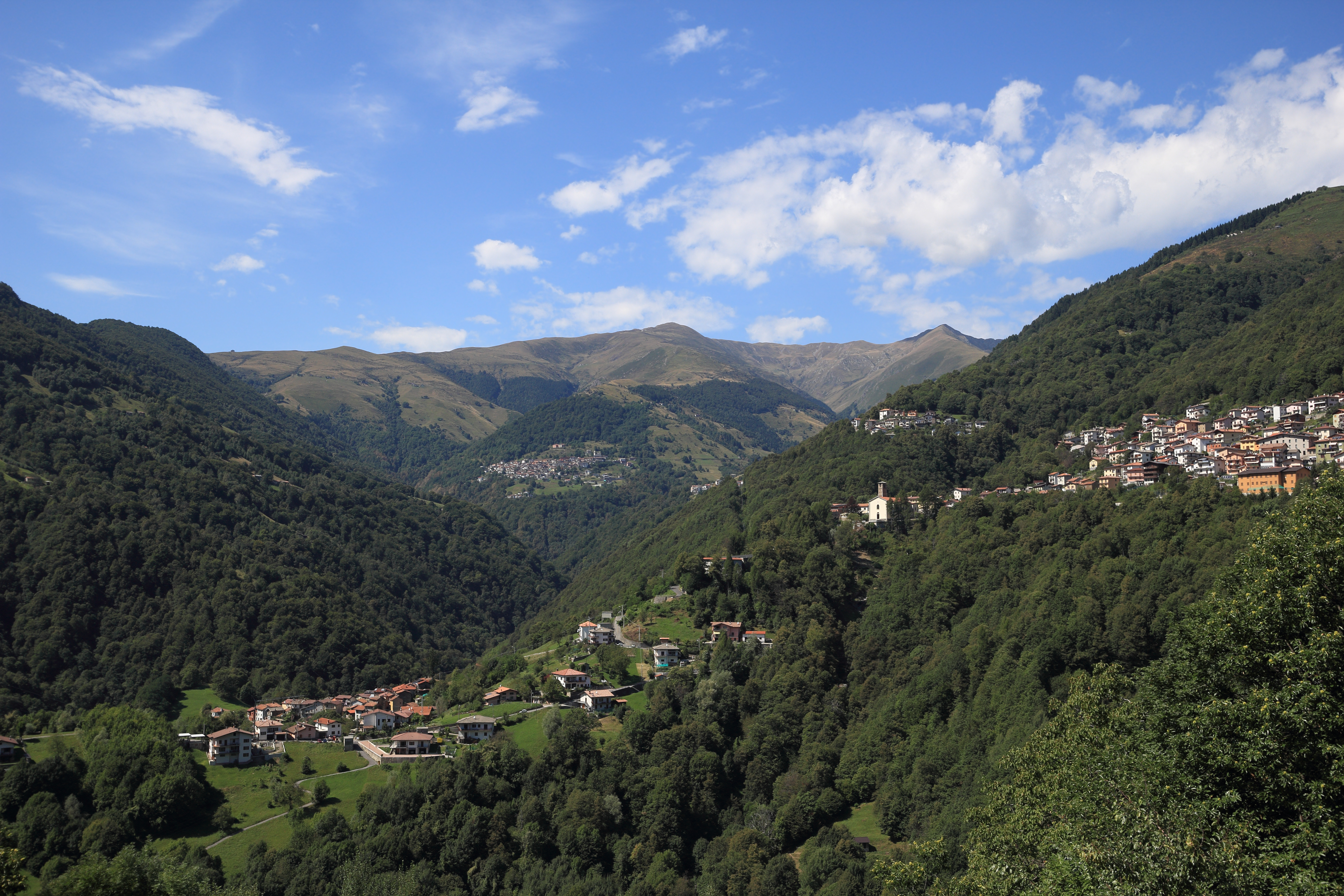
San Bartolomeo Val Cavargna
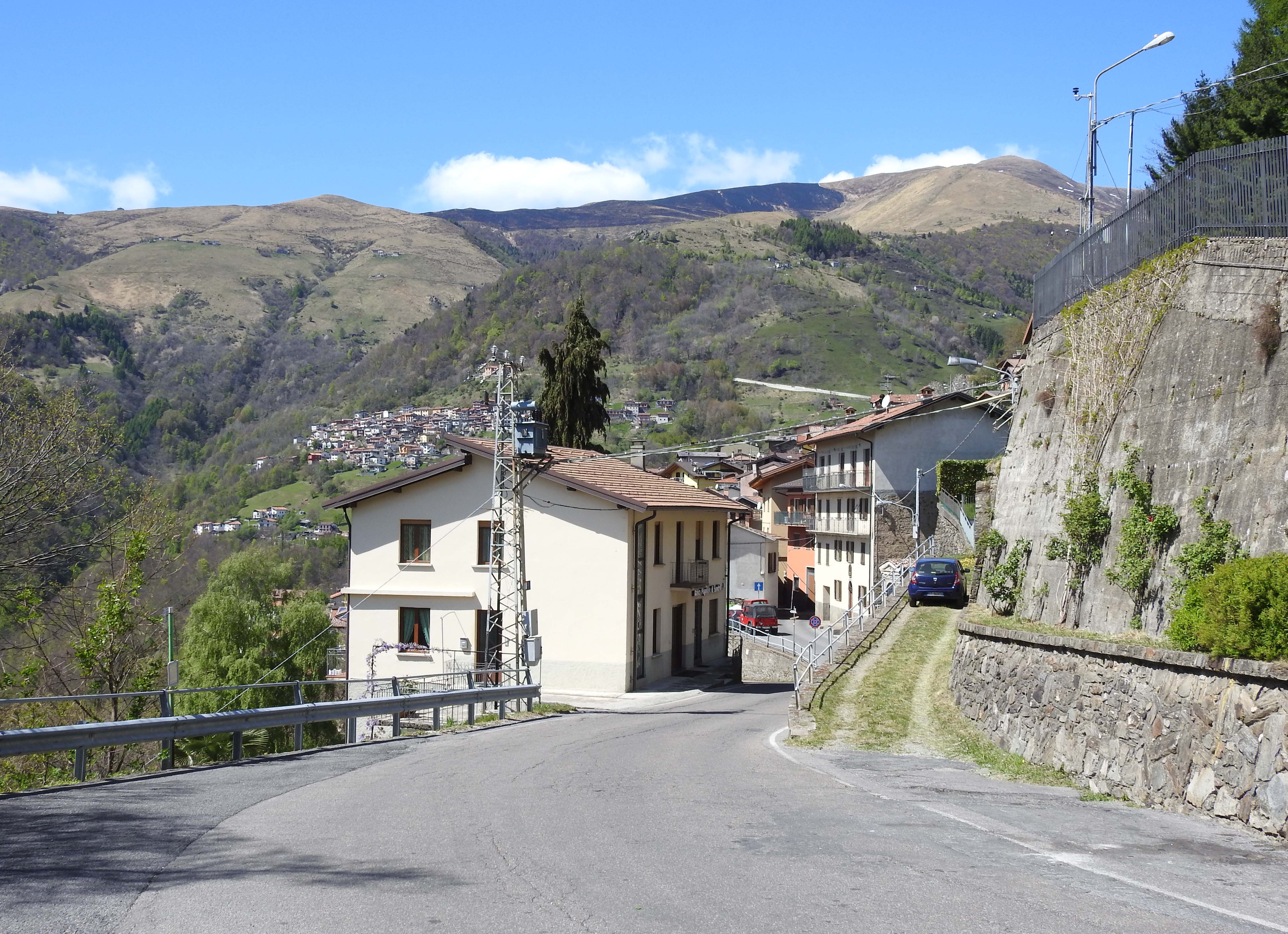
San Nazzaro Val Cavargna
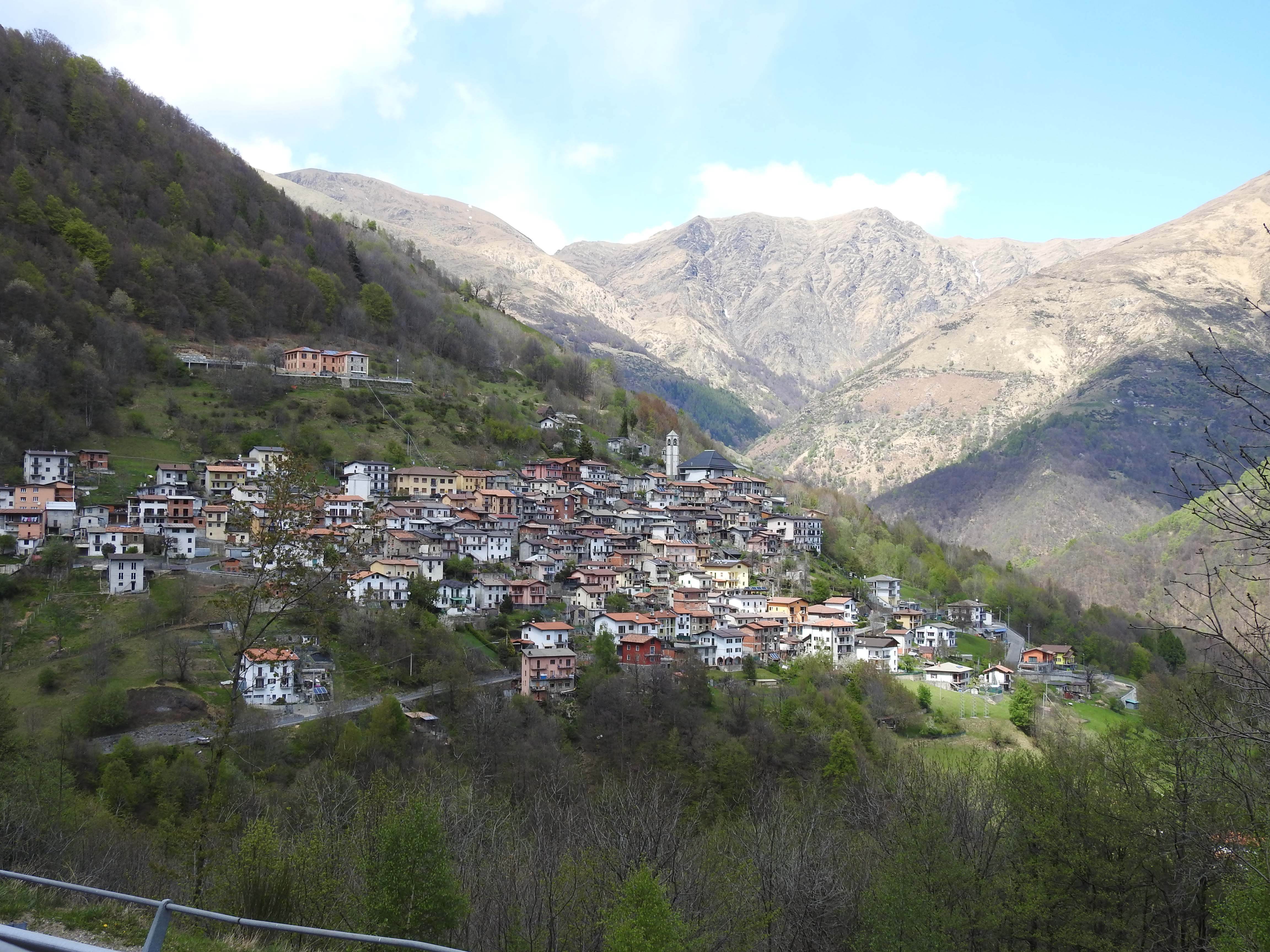
Cavargna
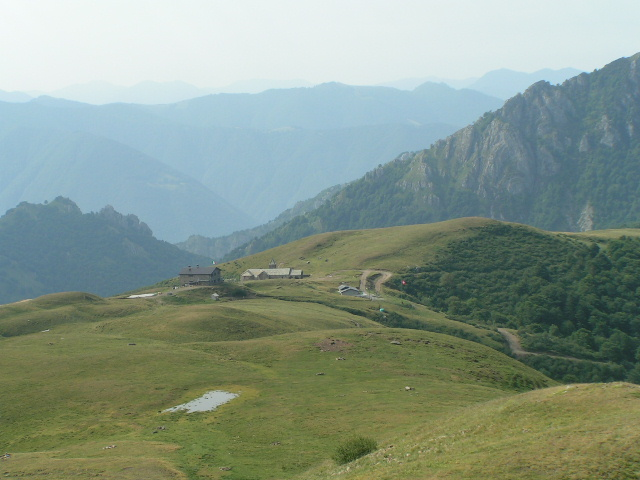
Passo San Lucio mit Blickrichtung Val Cavargna